# ジ・アンガイデッド
ジ・アンガイデッド (The Unguided)は、スウェーデン・ファルケンベリ出身のメロディックデスメタルバンド。

## 略歴
2010年11月に、ローランド・ユーアンソン (Vo、Lead G)、リッカルド・スンネソン (Vo)、ローゲル・スンネソン (Rhythm G, Key)の3名で結成。元々、ローランドとリッカルド、ローゲルは、ソニック・シンディケイトで活動を共にしていた。ジ・アンガイデッドの下敷きとなったのは、同バンド活動中の2008年にリッカルドとローゲルの2名で行われた作曲プロジェクトである。このプロジェクト自体は、当時は作曲を行っただけで活動化することは無かった。
2009年にローランドが長期ツアーの疲れを理由にソニック・シンディケイトを脱退。リッカルドも2010年に音楽性の相違を理由にソニック・シンディケイトを脱退している。この時期のソニック・シンディケイトは、所属レーベル（ニュークリア・ブラスト）からの圧力によって、音楽性をよりポップなものへと変化させていく過渡期にあった。リッカルドの脱退後ローランドから連絡があり、初期ソニック・シンディケイトの音楽性を標榜する新バンド、ジ・アンガイデッドを結成する運びとなった。スカー・シンメトリーなどで活動するヨナス・キェルグレン (B)とソニック・シンディケイトのヨン・ベンソン (Ds)をサポートにレコーディングを行い、2011年4月にはデスポッツ・レコードから1stEP『Nightmareland』をリリースしデビューを果たした。
デビュー後、立て続けにシングル『Betrayer of the Code』『Inherit the Earth』をリリースし、11月末には1stアルバム『Hell Frost』をリリースした。同アルバムにはEPから引き続きヨナス・キェルグレンとヨン・ベンソンがサポートとして参加した。同年秋に正式ベーシストとして、サイファー・システムで活動するヘンリク・カールソン (B)が加入。ヘンリクはローランドと長年の友人であり、2011年初めにベーシストとしてジ・アンガイデッドに加入の誘いがあったが、ジ・アンガイデッドがプロジェクトではなくよりフルタイムバンドになってから加入することとなった。2012年初めに、元シャイニングのリッカルド・シル (Ds)がセッションメンバーとなる。リッカルドには、ローゲルから参加の依頼があったという。その後、正式メンバーとして加入する運びとなった。2012年1月下旬には1stアルバム『Hell Frost』がアヴァロン・レーベルからリリースされ日本デビューも飾っている。ローゲルは、ソニック・シンディケイトに在籍しながらジ・アンガイデッドに参加していたが、ソニック・シンディケイトは2011年9月に活動を休止。2012年6月にソニック・シンディケイトを脱退し、ジ・アンガイデッドに専念するようになった。
2013年8月、オーストリアのナパーム・レコードと契約を結んだことを発表。2014年1月末に2ndアルバム『Fragile Immortality』をリリース。プロデューサーにはヘンリク・ウドが起用された。2015年夏、ヨナタン・トールペンベリがローランドの代役としてライヴに参加した。ヨナタンによると元々は1ステージのみのセッションメンバーのつもりで参加しただけであったが、ローランドがバンド以外の面で多忙となってしまったことから、その後もライヴ・セッションとしてジ・アンガイデッドに参加することとなった。2016年2月末、3rdアルバム『Lust and Loathing』をリリース。尚、本アルバムよりヘンリク・カールソンがヘンリク・リルイェサンドと名前を変更している。2016年のツアーもローランドに代わってヨナタンが参加。結局2016年12月中旬に、ローランド・ユーアンソンの脱退とヨナタン・トールペンベリ (Vo, Lead G)の正式加入が発表された。
2017年11月に4thアルバム『And the Battle Royale』をリリース。同アルバムの初回限定盤には、地元ファルケンベリで行われたローランド・ユーアンソン最後のライヴの模様が収録されている。同ライヴには、ローランドの後任であるヨナタンも参加しており、ローランドとヨナタン双方がギターを演奏するなど、本来の編成とは異なる全6人、トリプルボーカル、トリプルギター編成でのライヴとなっている。一部楽曲では、ローランドにとってはソニック・シンディケイト時代の同僚であるヨン・ベンソン (Ds)やバイ・ナイトのクリストフェル・アンデション (Vo)がゲストととして参加した。
2018年10月、初来日公演。
2020年8月に、ベーシストのヘンリクが脱退。脱退の原因は、家族や仕事の状況に加えて、他バンドでの活動などで多忙なため、ジ・アンガイデッドのために十分な時間を確保できなくなってしまったため。脱退発表時点で後任は決まっておらず、バンド側はヘンリクの後任については急いで探していないとも述べている。同年には、5thアルバム『Father Shadow』をリリース。
2023年4月、約3年空席だったベーシストにフレドリック・ホルムルンド (B)が加入したことが発表された。

## メンバー

### 現メンバー
- リッカルド・スンネソン (Richard Sjunnesson) - ボーカル (2010-)

元ソニック・シンディケイト
- ヨナタン・トールペンベリ (Jonathan Thorpenberg) - ボーカル、リードギター (2016-)

2015年よりライヴ・セッションとして参加。2016年12月に正式加入した。
- ローゲル・スンネソン (Roger Sjunnesson) - リズムギター、キーボード (2010-)

元ソニック・シンディケイト。リッカルドの実兄。
- フレドリック・ホルムルンド (Fredrik Holmlund) - ベース (2023-)

ラザラス、カーベラなどで活動。YOHIOのライブでベースを務めたこともある。
- リッカルド・シル (Richard Schill) - ドラムス (2012-)

元シャイニング

### 元メンバー
- ローランド・ユーアンソン (Roland Johansson) - ボーカル、リードギター (2010-2016)

元ソニック・シンディケイト
- ヘンリク・リルイェサンド (Henric Liljesand) - ベース (2011-2020)

サイファー・システム、ナイトレイジ、デッド・バイ・エイプリル、ナイト・クラウンドでも活動。以前の名前はヘンリク・カールソン (Henric Carlsson)。

## ディスコグラフィ

### アルバム
- 2011年 Hell Frost
- 2014年 Fragile Immortality
- 2016年 Lust and Loathing
- 2017年 And the Battle Royale
- 2020年 Father Shadow

### EP
- 2011年 Nightmareland
- 2012年 invaZion
- 2014年 Fallen Angels
- 2016年 Brotherhood
- 2019年 Royalgatory

### シングル
- 2011年 Betrayer of the Code
- 2011年 Inherit the Earth
- 2012年 Phoenix Down
- 2012年 Deathwalker
- 2013年 Inception
- 2016年 Enraged
- 2017年 Legendary
- 2017年 The Heartbleed Bug

### その他
- 2012年 Pandora's Box - The Ultimate Hell Frost Collection (Boxed set)